# Матч всех звёзд НХЛ 1962
16-й матч матч всех звёзд НХЛ прошел 6 октября 1962 года в Торонто.
Четыре гола «Лифс» уже в первом периоде принесли команде победу над «звёздами». Горди Хоу забросил седьмую шайбу в истории матчей и сравнялся с Морисом Ришаром.